# 艾倫·卡隆 (貝斯手)
艾倫·卡隆（英語：Alain Caron，1955年5月5日—），法裔加拿大爵士貝斯手演奏家。
卡隆於11歲時開始學習貝斯，15歲時開始學習爵士，並於伯克利音樂學院的夏季營隊中，與查利·巴納科斯學習即興爵士。曾為Uzeb的早期成員，活躍於1976年至1992年(與吉他手Michel Cusson 和鼓手Paul Brochu)。1993年，卡隆完成了Le Band 這張概念專輯。曾為 Leni Stern 和 Gino Vannelli錄音。

## 專輯
- Le Band – 1993
- Rhythm 'n Jazz – 1995[2]
- Play – 1997
- Call Me Al – 2000
- 5 – 2003
- 5 Live – 2006
- 5 Live (DVD) – 2006
- Conversations – 2007[3]
- Sep7entrion – 2010
- Multiple Faces – 2013

## 書籍
- Rhythm 'n Jazz – Ultimate Play-Along for Bass: Jam With Alain Caron and His Band Le Band (1998)  ISBN 0-9684633-1-2 ISBN 978-0-9684633-1-4
- Play – Ultimate Play-Along for Bass: Jam With Alain Caron and His Band Le Band (1999) ISBN 0-9684633-1-2 ISBN 978-0-9684633-1-4

## 樂器
製琴師George Furlanetto在Hamilton, Ontario的  （页面存档备份，存于）F低音 已经為艾倫作了20的年貝斯。Furlanetto與卡隆研發出F Bass Alain Caron model (AC6)，是一把實心無琴格動態良好的電貝斯。

## 獎項與榮耀
- Félix獎 "年度最佳團體"和"年度最佳爵士專輯"。
- Uzeb，奧斯卡彼得森終身成就獎，在1991年蒙特利爾國際爵士音樂節上頒發。
- 在2007年8月30日， 魁北克大学里穆斯基 (UQAR)中，頒發一个榮譽博士學位 给艾倫‧卡隆。[4][5]
- 2017年12月29日，宣布Alain Caron將成為加拿大勳章的成員。 [6]

## 外部連結
- 官方网站